# Ismaël Coulibaly
Ismaël Coulibaly (geb. 20. November 1992 in Bamako) ist ein malischer Taekwondoin. Er tritt hauptsächlich in der Gewichtsklasse Leichtgewicht an. Coulibaly nahm an den Olympischen Sommerspielen 2016 in Rio de Janeiro teil.

## Sport
Coulibaly nahm erstmals bei den Weltmeisterschaften 2011 in Gyeongju an einem internationalen Wettbewerb teil. Neben dem Türken Rıdvan Baygut errang er eine Bronzemedaille. Bei den Afrikaspielen 2011 in Maputo gewann Coulibaly eine Bronzemedaille in der Gewichtsklasse bis 74 kg.
Coulibaly nahm dann an den Weltmeisterschaften 2013 in Heroica Puebla de Zaragoza (Puebla) teil, wo er die Runde der 32 erreichte, bevor er mit 3:8 dem Russen Albert Gaun unterlag. Coulibalys nächster großer Wettkampf war der Weltmeisterschaften 2015 in Tscheljabinsk. Im Halbfinale verlor er gegen den Usbeken Nikita Rafalovich mit 4–3 und gewann eine Bronzemedaille.
Beim Grand Prix 2015 in Moskau gewann er erneut eine Bronzemedaille in der Gewichtsklasse bis 80 kg. Er gewann seine erste internationale Goldmedaille bei den Afrikaspielen 2015 in Brazzaville, nachdem er den Ägypter Seif Eissa im Finale des Leichtgewichtswettbewerbs geschlagen hatte. Er qualifizierte sich für die Olympischen Sommerspiele, nachdem er beim afrikanischen Qualifikationsturnier in Agadir eine Silbermedaille gewann. Er verlor gegen Oussama Oueslati aus Tunesien im Finale.

### Olympische Spiele 2016
Bei den Olympischen Sommerspielen 2016 nahm Coulibaly am Wettkampf in der Gewichtsklasse bis 80-kg-Klasse teil. Vor Beginn des Wettkampfs sagte er gegenüber Africanews: „Als ich jung war, habe ich mein Studium für diesen Sport abgebrochen. Ehrlich gesagt habe ich das sehr bereut, aber andererseits bereue ich es nicht, denn ich bin einer der besten Sportler der Welt und deshalb bereue ich nicht viel und ich weiß, dass meine Familie stolz auf mich ist. Ich werde weiterkämpfen. Ich verspreche, eine olympische Medaille zu gewinnen und so Gott will, werde ich es schaffen.“ In der Vorrunde wurde Coulibaly gegen den Aserbaidschaner Milad Beigi gelost. Beigi gewann den Kampf mit 13:6 und Coulibaly schied damit aus dem Wettbewerb aus. Coulibaly diente auch als Fahnenträger bei der Abschlusszeremonie der Olympischen Spiele.